# Church of the Nazarene (Afrika)
Nazaréens kyrkas afrikaregion har över en kvarts miljon medlemmar, fördelade på 33 länder och följande verksamhetsfält:
Centralafrika, Östafrika, Franska Equatorialguinea, Södra Afrika, Lusophone, Västafrika och Afrikas Horn.
Det första afrikanska landet där kyrkan startade missionsarbete var Kap Verde-öarna.
En av de första bestående missionsinsatserna på Afrikas fastland gjordes i Swaziland.
På 1950-talet anslöt sig en tidigare inhemsk, nigeriansk Nazaréerkyrka till regionen.